# Dalea prostrata
Dalea prostrata är en ärtväxtart som beskrevs av Casimiro Gómez de Ortega. Dalea prostrata ingår i släktet Dalea, och familjen ärtväxter. Inga underarter finns listade i Catalogue of Life.